# Margaret G. Hays
Margaret G. Hays (de soltera Margaret Parker Gebbie; 3 de julio de 1874 - 13 de septiembre de 1925) fue una ilustradora, dibujante y autora infantil estadounidense.

## Biografía
Hays nació como Margaret Parker el 3 de julio de 1874, hija de George, un editor de arte, y Mary Jane (de soltera Fitzgerald) Gebbie. Fue educada por institutrices hasta los 13 años, cuando asistió al Convento de Notre Dame. Hayes trabajó con su hermana, Grace Drayton, en varias tiras cómicas y libros infantiles, incluyendo "The Turr'ble Tales of Kaptain Kiddo". Hays creó postales y muñecas de papel, y aunque su hermana Grace Drayton es más conocida por crear los niños de la Sopa Campbell, Hays creó jingles para Campbells. La tira más conocida de Hays es Jennie and Jack, also the Little Dog Jap, una tira que fue sindicada en 1908. Además de escribir tiras cómicas y libros ilustrados para niños, Hays escribió poesía y fue publicada en varias revistas.

## Vida personal
Hays se casó con Frank Allison Hays (1866-1930) en 1893. Frank trabajó con Children's Novelty Company junto a su esposa como un lugar que publicaba muñecas de papel. Tuvo dos hijos, Mary A. Huber y William Hays; Mary también fue caricaturista. Hays murió el 13 de septiembre de 1925 en Filadelfia, a la edad de 51 años, y está enterrada en el cementerio de West Laurel Hill.

## Legado
El 29 de abril de 2012 se realizó en Virginia Tech un concierto de música que incluía piezas de Vegetable Verselets for Humorous Vegetarians de Hays. Inspirada por el poema "Heart-Beets" de la colección, Tracy Cowden, entonces profesora asociado de música en Virginia Tech, trabajó con el compositor Daron Hagon para musicalizar varios poemas, con la soprano Caroline Worra alistada para cantar en el concierto.